# Dècada del 570 aC

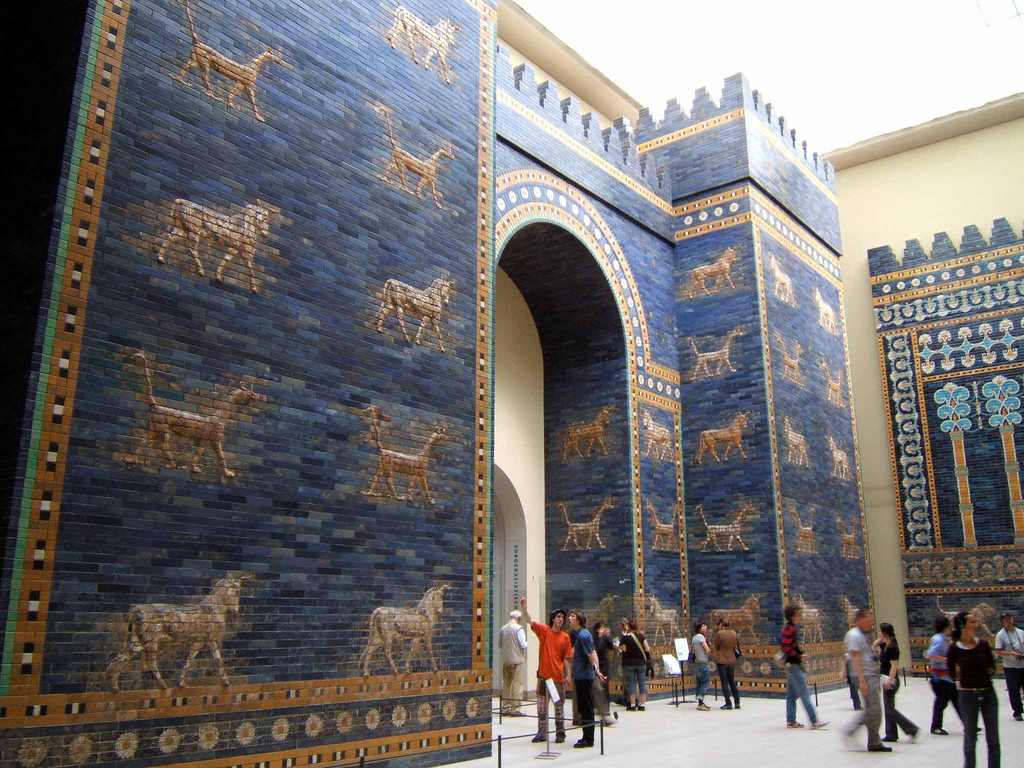
Porta d'Ixtar, actualment al Museu de Pèrgam (Berlín).

## Personatges importants
- 573 aC - Neix Anacreont, poeta grec. (Mort en el 488 aC)
- 570 aC - Neix Xenòfanes de Colofó, filòsof grec. (Mort en el 475 aC)
- 580 aC - 572 aC - Neix Pitàgores, filòsof i matemàtic grec. (Mort entre el 500 aC i el 490 aC)